# Paralimnophila (Paralimnophila) punctipennis
Paralimnophila (Paralimnophila) punctipennis is een tweevleugelige uit de familie steltmuggen (Limoniidae). De soort komt voor in het Australaziatisch gebied.